# Emirat Dhala

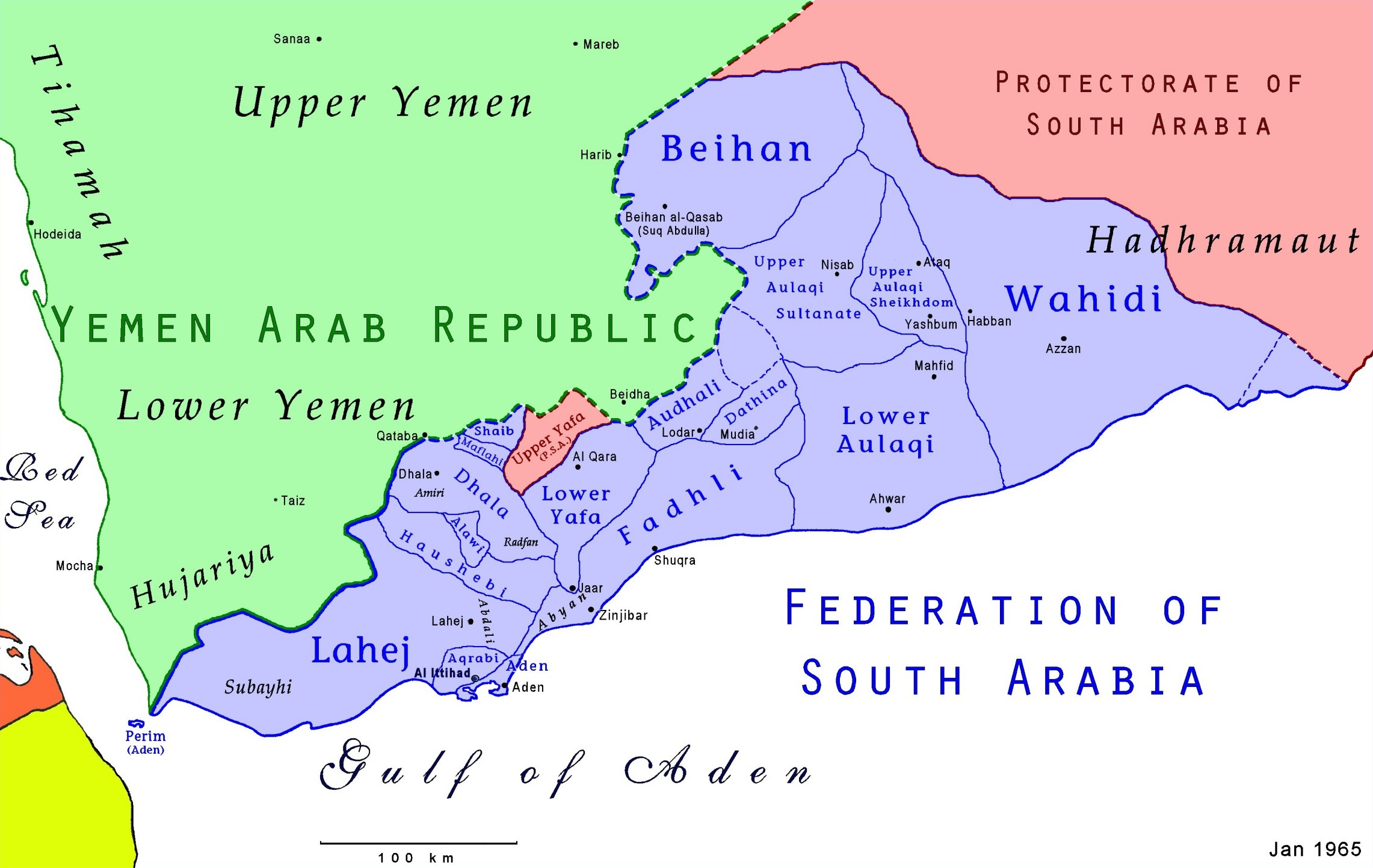
Karte der Südarabischen Föderation

Das Emirat Dhala (arabisch الضالع, DMG aḍ-Ḍāliʿ), Amiri (الأميري / al-ʿAmīrī), oder auch Emirat von Dhala (إمارة الضالع / Imārat aḍ-Ḍāliʿ) war ein Staat innerhalb des britischen Protektorats Aden, kurzzeitig gehörte es der Föderation der Arabischen Emirate des Südens und anschließend der Südarabischen Föderation an. Seine Hauptstadt war Dhala.  Das Gebiet ist heute Teil der Republik Jemen. 

## Geschichte
Zunächst stand das Gebiet unter der Suzeränität des zaiditischen Imams von Jemen. Im frühen 20. Jahrhundert kam der Staat unter britische Herrschaft. In den 1960ern war Dhala Schauplatz einer erfolglosen Rebellion gegen die britischen Kolonialherren. Der letzte Emir aus der Amiri-Dynastie, Shafaul ibn Ali Shaif al-Amiri, wurde 1967 entmachtet.